# Стево Васојевић
Стево Васојевић је био један од учесника косовског боја и предак племена Васојевића, највећег на црногорској висоравни. Помиње се у епским песмама, попут Погибија Павла Орловића и Стеве Васојевића на Косову, као племић који се борио и погинуо у Косовском боју (1389).
Када је Душан крунисан за краља Србије а пре тога у августу 1331. године свргнуо свога оца Стефана Дечанског са власти. После тога у Сврчину код Урошевца у двору Немањића, Стефан Васоје је добио област Сјенице у посед . 
После смрти цара Уроша и распада Српског царстава, Сјеница се налази у области војводе Николе Алтомановића - Војиновића пријатеља цара Уроша. Даље после пропасти Алтомановића 1373.године Сјеницу је заузео Вук Бранковић. Даље седам година после Косовског Боја 1396. Вука је заробио Бајазит а 1397. је умро у притвору. Његове земље је султан дао Стефану Лазаревићу, касније их одузео и дао Вуковим синовима. Тако да можемо предпоставити да су, у тим варљивим и тешким временима после Косовског боја, потомци Стеве Васојевића изгубили поседе око Сјенице и прешли у Херцеговину, код Косача, где се и помиње кнез Аранђел Васојевић.. За њега се тврди да је био отац Стеве Васојевића. Васојевићи су, према предању, потомци Васе, који је рођен у Призрену и служио као војвода за време цара Стефана Душана (р. 1331–1355). Његов син Стево био је војвода у Сјеници, са својим двором у селу Дубница. 
Легенде са црногорске висоравни кажу да је Стево био кум на венчању Милоша Обилића, славног српског витеза који је у Косовском боју заклао султана Мурата, док му легенде западне Србије приписују ту част на Милановој свадби. Топлица, још један славни витез. Помиње се у епским песмама о Косовској бици из Полимља и обично се приказује у улози „покојног витеза” који није учествовао у самој бици, већ под тешким моралним теретом косовске клетве, ангажовао се са отоманским окупаторским снагама на Косову након битке и погинуо јуначком смрћу. Ова конкретна радња се често користи као тема у српској епској поезији, само се разликује у именима ликова, што доводи до забуне Стеве Васојевића са историјским Стефаном Мусићем, нећаком кнеза Лазара, који је такође „покојни витез “ протагониста као Мусић Стеван у поетским тумачењима ове теме у области северног Косова, где је историјски Мусић имао своје феудалне поседе. Иако је песничка верзија о Мусић Стефану данас генерално познатија и популарнија, песма и легенде о Васојевић Стеви су историјски старије. После битке и Стевине погибије, његови потомци, Васојевићи, као ускоци су скренули за Херцеговину и дошли у Фочу, а одатле скренули на југ, југоисток и исток, и преко Црне Горе стигли у Ножице у Лијеву Ријеку, где су се и населили. 